# Rebelia thomanni
Rebelia thomanni is een vlinder uit de familie zakjesdragers (Psychidae). De wetenschappelijke naam van deze soort is voor het eerst geldig gepubliceerd in 1937 door Rebel.
De soort komt voor in Europa.